# Roin Kvaschvadze
Roin Kvaschvadze (georgiska: როინ კვასხვაძე) född 31 maj 1989 i Kutaisi, är en georgisk fotbollsmålvakt. Han spelar för närvarande för Torpedo Kutaisi i Umaghlesi Liga. 
Kvaschvadze inledde sin karriär i klubben FK Tbilisi i Georgiens huvudstad. År 2005 skrev han på kontrakt för Zestaponiklubben FK Zestaponi. Kvaschvadze har, utöver för klubblag, även spelat för Georgiens U21-herrlandslag i fotboll, för vilka han hittills har gjort 6 matcher.